# خورخه بنگاس
خورخه بنگاس (انگلیسی: Jorge Benegas؛ زادهٔ ۳۰ نوامبر ۱۹۲۲) بازیکن فوتبال اهل آرژانتین است.
از باشگاه‌هایی که در آن بازی کرده‌است می‌توان به باشگاه ورزشی سن لورنسو آلماگرو و باشگاه فوتبال اتلتیکو هوراکان اشاره کرد.
وی همچنین در تیم ملی فوتبال آرژانتین بازی کرده‌است.